# 테튜시

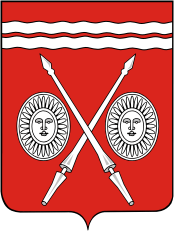
시 문장

테튜시(러시아어: Тетю́ши, 타타르어: Тәтеш/Täteş)는 러시아 타타르 공화국 남서부에 위치한 도시로, 인구는 11,931명(2002년 기준)이다. 볼가강 쿠이비셰프 저수지와 접하며 카잔(타타르 공화국의 수도)에서 남쪽으로 180km 정도 떨어진 곳에 위치한다. 16세기 테튜시스카야자스타바(Тетюшская застава) 요새가 건설되었고 1781년 시로 승격되었다.